# Горње Ратаје
Горње Ратаје је насеље у Србији у општини Александровац у Расинском округу. Према попису из 2022. има 568 становника (према попису из 2011. било је 676 становника).

## Демографија
У насељу Горње Ратаје живи 635 пунолетних становника, а просечна старост становништва износи 44,8 година (42,4 код мушкараца и 47,3 код жена). У насељу има 216 домаћинстава, а просечан број чланова по домаћинству је 3,56.
Ово насеље је у потпуности насељено Србима (према попису из 2002. године).
|  |

| Демографија | Демографија | Демографија |
| Година      | Становника  | Становника  |
| ----------- | ----------- | ----------- |
| 1948.       | 1.101       |             |
| 1953.       | 1.155       |             |
| 1961.       | 1.113       |             |
| 1971.       | 1.055       |             |
| 1981.       | 1.004       |             |
| 1991.       | 964         | 891         |
| 2002.       | 769         | 890         |
| 2011.       | 676         |             |
| 2022.       | 568         |             |

| Етнички састав према попису из 2002.‍ | Етнички састав према попису из 2002.‍ | Етнички састав према попису из 2002.‍ | Етнички састав према попису из 2002.‍ | Етнички састав према попису из 2002.‍ |
| ------------------------------------ | ------------------------------------ | ------------------------------------ | ------------------------------------ | ------------------------------------ |
|                                      |                                      |                                      |                                      |                                      |
| Срби                                 | Срби                                 |                                      | 768                                  | 100%                                 |
| непознато                            | непознато                            |                                      | 0                                    | 0,0%                                 |

| Година пописа     | 1948. | 1953. | 1961. | 1971. | 1981. | 1991. | 2002. |
| ----------------- | ----- | ----- | ----- | ----- | ----- | ----- | ----- |
| Број домаћинстава | 179   | 193   | 217   | 228   | 230   | 226   | 216   |

| Број чланова      | 1  | 2  | 3  | 4  | 5  | 6  | 7 | 8 | 9 | 10 и више | Просек |
| ----------------- | -- | -- | -- | -- | -- | -- | - | - | - | --------- | ------ |
| Број домаћинстава | 30 | 49 | 29 | 34 | 38 | 27 | 7 | 1 | 1 | 0         | 3,56   |

| Пол    | Укупно | Неожењен/Неудата | Ожењен/Удата | Удовац/Удовица | Разведен/Разведена | Непознато |
| ------ | ------ | ---------------- | ------------ | -------------- | ------------------ | --------- |
| Мушки  | 332    | 86               | 223          | 22             | 1                  | 0         |
| Женски | 332    | 41               | 231          | 56             | 4                  | 0         |
| УКУПНО | 664    | 127              | 454          | 78             | 5                  | 0         |

| Пол    | Укупно                    | Пољопривреда, лов и шумарство | Рибарство                            | Вађење руде и камена | Прерађивачка индустрија       |
| ------ | ------------------------- | ----------------------------- | ------------------------------------ | -------------------- | ----------------------------- |
| Мушки  | 185                       | 112                           | 0                                    | 0                    | 32                            |
| Женски | 105                       | 51                            | 0                                    | 0                    | 20                            |
| УКУПНО | 290                       | 163                           | 0                                    | 0                    | 52                            |
| Пол    | Производња и снабдевање   | Грађевинарство                | Трговина                             | Хотели и ресторани   | Саобраћај, складиштење и везе |
| Мушки  | 0                         | 14                            | 3                                    | 1                    | 6                             |
| Женски | 1                         | 4                             | 5                                    | 1                    | 0                             |
| УКУПНО | 1                         | 18                            | 8                                    | 2                    | 6                             |
| Пол    | Финансијско посредовање   | Некретнине                    | Државна управа и одбрана             | Образовање           | Здравствени и социјални рад   |
| Мушки  | 0                         | 1                             | 4                                    | 7                    | 1                             |
| Женски | 2                         | 0                             | 6                                    | 8                    | 4                             |
| УКУПНО | 2                         | 1                             | 10                                   | 15                   | 5                             |
| Пол    | Остале услужне активности | Приватна домаћинства          | Екстериторијалне организације и тела | Непознато            | Непознато                     |
| Мушки  | 2                         | 0                             | 0                                    | 2                    | 2                             |
| Женски | 0                         | 0                             | 0                                    | 3                    | 3                             |
| УКУПНО | 2                         | 0                             | 0                                    | 5                    | 5                             |